# 蔡贤德
丹斯里蔡贤德，马来西亚华人。曾任拉曼大学第二任校长。
2008年4月10日，拉曼大学理事会主席林良实在新闻发布会上宣布委任蔡贤德为拉曼大学新校长，以取代于该年4月1日正式荣休的黄丽绥。

## 生平
接掌拉曼大学之前，蔡贤德曾担任多媒体大学资深教授，同时身兼教职，除了是多媒体大学副校长和掌管研究与开发学术发展中心，也是一程学院院长和研究中心主任。
2008年4月10日，蔡贤德从黄丽绥手中接管拉曼大学校长一职。
2019年8月29日，蔡贤德通过电邮向拉曼大学教职员宣布，将在9月30日卸任校长一职。

## 评价
2019年9月3日，拉曼大学发文告指出，蔡贤德于2008年3月加入该大学，并担任校长兼执行长直至荣休之际。蔡贤德于拉曼大学有著辉煌的成就，期间也为大学创下多项创举和佳绩。身为一位高瞻远瞩的领导者，他凭著卓越的远见及决策成功让拉曼大学屡创高峰，并领导大学迈向全球国际化。文告说，在蔡贤德的领导以及对高素质教育与研究的积极推进下，拉曼大学在国际大学排行榜上表现亮眼，同时也荣获由卓越机构及官方所颁的一些奖项。文告也指出，卸下校长一职的蔡贤德，将继续为金宝拉曼大学医院的筹款计划做出贡献，并为医院的进展给予相关指导。同时该文告也说，拉曼大学名誉校长林良实、拉曼大学教育基金会主席石清霖以及拉曼大学理事会主席陈祖排也为蔡贤德过去11年身为校长的服务及贡献深表感激。

## 个人荣誉
2019年9月9日，蔡贤德获册封PSM“丹斯里”勋衔。
2019年11月23日，蔡贤德在澳大利亚墨尔本举行的世界工程组织联合会（WFEO）盛大晚宴上荣获2019年WFEO工程教育卓越奖（The Medal of Excellence in Engineering Education），以表彰他在学术界和工程界的贡献和服务。
2021年11月22日，蔡贤德获中国政府颁发“2021年中国政府友谊奖”，表彰其为促进中国与其他国家在文化、教育、科技方面的友好交流与合作的贡献。该奖由中国国家外国专家局（SAFEA）评选，同时列为中国国庆庆祝活动之一。